# Belvedere House (Irlanda)

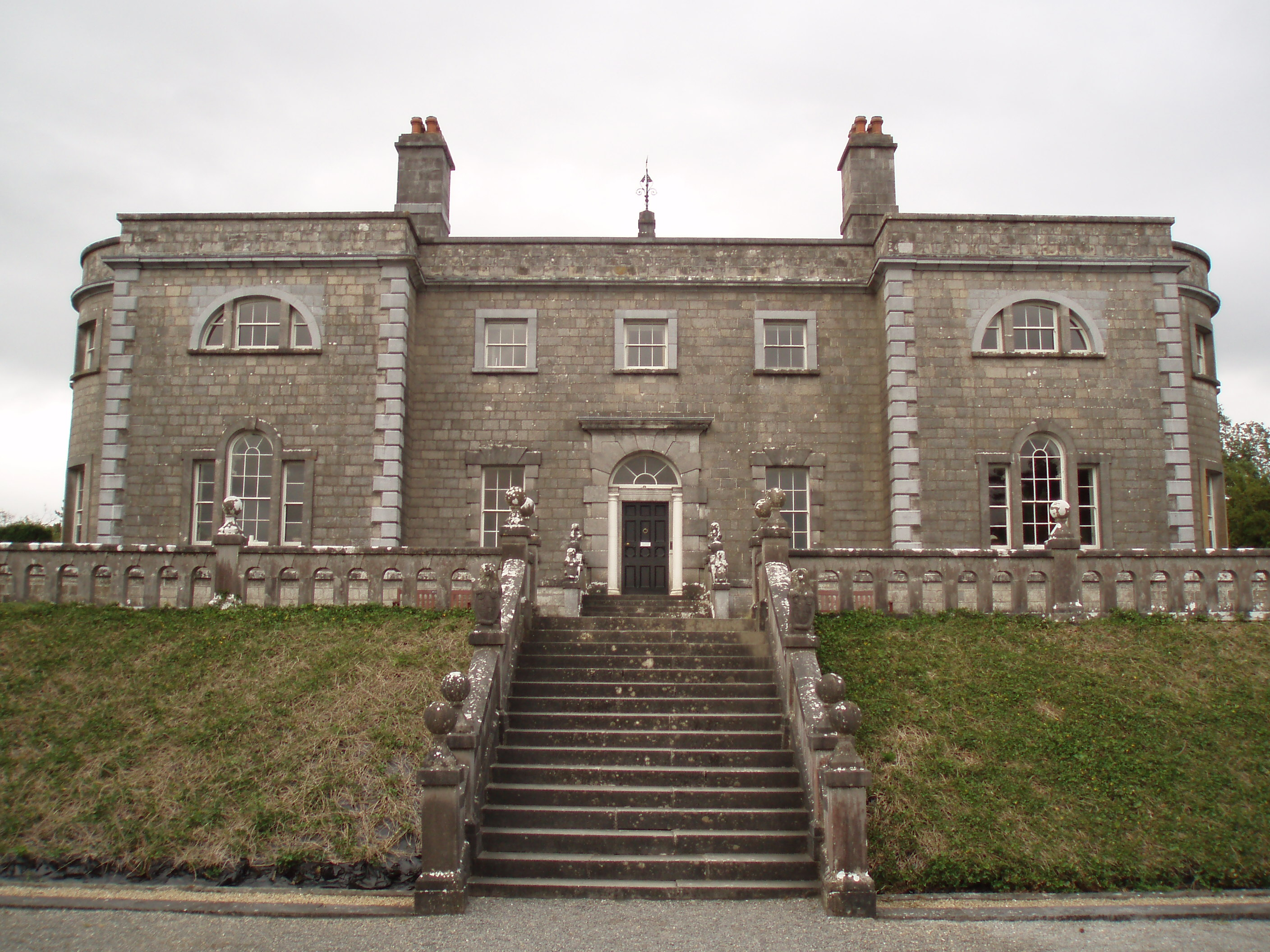
Vista de Belvedere House perto de Mullingar no Condado de Westmeath.

Belvedere House é um famoso palácio rural localizado nas proximidades de Mullingar, no Condado de Westmeath, Irlanda. Os seus jardins, que incluem "The Jealous Wall" (O Muro Ciumento) e muitos acres de floresta, atraem pela sua beleza milhares de visitantes anualmente. A casa tem sido totalmente restaurada e os terrenos estão bem mantidos.
Belvedere House foi construído, em 1740, por Robert Rochfort, 1.º Conde de Belvedere, como pavilhão de caça. O conhecido arquitecto alemão Richard Castle (1690-1751), um dos mais famosos arquitetos do Palladianismo na Irlanda, foi escolhido para o projecto. Este arquitecto também desenhou outros palácios bem conhecidos como: Russborough House, Powerscourt House e Westport House. Entre os seus trabalhos mais importantes em Dublin encontra-se  Leinster House e o Rotunda Hospital. Belvedere House apesar de não ser muito grande é muito significativa arquitectonicamente devido aos seus delicados tetos rococó, janelas dioclecianas, dramáticos terraços oitocentistas, e um domínio paisagístico, o qual ostenta a maior e mais espectacular folly (capricho de jardim) do país. Um fascinante jardim murado, desenhado por Ninian Nevin em 1857, contém uma das melhores colecções na Irlanda de plantas raras e especiais. 
O balonista inglês James Sadler iniciou em Belveder House um voo de balão, no dia 1 de outubro de 1812, numa tentativa de atravessar o Mar da Irlanda. No entanto, quase se afogou como resultado. 
O bloco dos estábulos aloja um moderno centro de visitas com uma exibição multimédia, exposições e café. Adjacente ao centro de visitas fica o santuário animal e um parque para crianças.